# Dion Cooper
Dion Cuiper (Wassenaar, 29 de novembre del 1993), més conegut com a Dion Cooper, és un cantautor neerlandes. Representarà els Països Baixos en el Festival de la Cançó d'Eurovisió 2023, juntament amb Mia Nicolai.

## The Voice of Holland
Dion Cuiper va participar el 2015 a The Voice of Holland. Va participar en els Blind Auditions amb la cançó Feeling Good. Va elegir el jutge Ali B i va arribar als Battles.

## Too Young Too Dumb
El 2021 va sortir el seu primer EP Too Young Too Dumb. El mateix any va actuar com a acte de suport a la gira de Duncan Laurence.

## Festival de la Cançó d'Eurovisió 2023
L'1 de novembre del 2022, AVROTROS va anunciar que Dion Cooper, juntament amb Mia Nicolai, representarà els Països Baixos al Festival de la Cançó d'Eurovisió. Els dos cantautors es van conèixer a través Duncan Laurence, guanyador del Festival de la Cançó d'Eurovisió 2019, i la seva parella Jordan Garfield.